# سان بیسنته دل بایه
سان بیسنته دل بایه (به اسپانیایی: San Vicente del Valle) یک شهرستان در اسپانیا است که در کاستیا و لئون واقع شده‌است.

## خصوصیات
سان بیسنته دل بایه ۱۳٫۴۲ کیلومترمربع مساحت و ۳۶ نفر جمعیت دارد و ۹۵۴ متر بالاتر از سطح دریا واقع شده‌است.